# Apodemia hypoglauca
Apodemia hypoglauca is een vlindersoort uit de familie van de prachtvlinders (Riodinidae), onderfamilie Riodininae.
Apodemia hypoglauca werd in 1878 beschreven door Godman & Salvin.